# Alps Neozelandesos
|  | Aquest article tracta sobre la serralada neozelandesa. Vegeu-ne altres significats a «Alps del Sud (desambiguació)». |

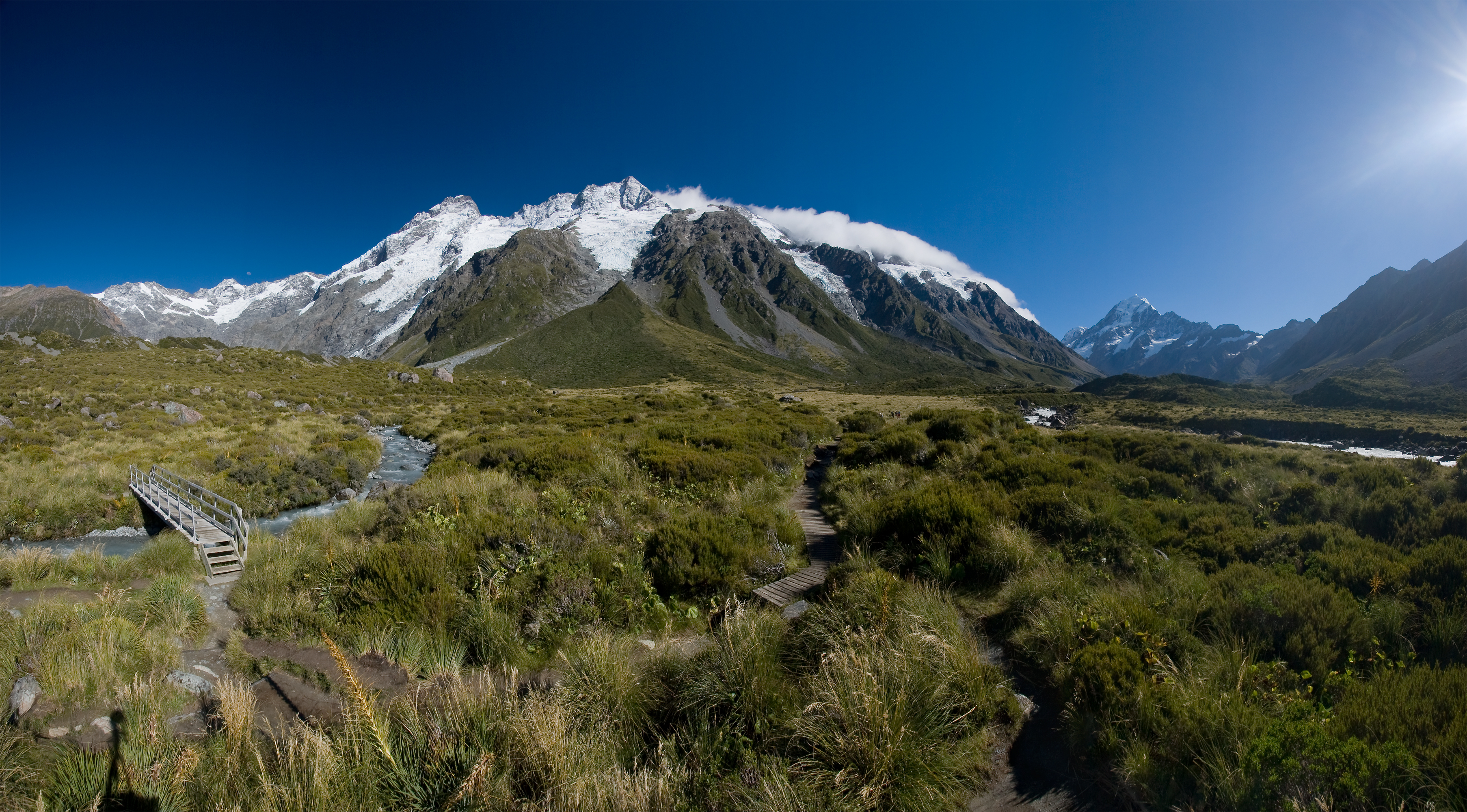
Paisatge dels Alps Neozelandesos.

Els Alps del Sud o Meridionals (Southern Alps en anglès) o Alps Neozelandesos és una serralada que discorre al llarg del costat occidental de l'illa del Sud de Nova Zelanda. Constitueix una barrera natural a tot el llarg d'aquesta illa, la qual cosa dificulta la comunicació entre la costa oest de l'illa (Westland) i les planes de Canterbury, a l'est.
El terme Alps Neozelandesos es refereix generalment a la serralada sencera, mentre que es poden donar noms específics a cadenes muntanyenques més petites que formen part de la serralada. El punt més alt de la serralada (i del país) és la muntanya Cook (Aoraki/Mount Cook segons el seu nom oficial en maorí i anglès), amb 3754 metres. Existeixen altres setze pics a la serralada que sobrepassen també els 3000 metres d'altura.
La serralada inclou la divisòria principal de l'illa del sud, que separa la Conca hidrogràfica del costat oriental més poblat de l'illa de les de la costa oest. Políticament, la divisòria principal forma el límit entre les regions de Marlborough, Canterbury i Otago al sud-est i les regions de Tasman i la costa oest al nord-oest.

## Noms
El nom maori de la serralada és Kā Tiritiri o te Moana, que significa el miratge de l'oceà.
L'explorador anglès James Cook va atorgar el nom dels Alps del Sud el 23 de març de 1770, admirant la seva altura prodigiosa. Abel Tasman els havia assenyalat anteriorment el 1642, la descripció del qual de la costa oest de l'illa del Sud es tradueix sovint com una terra elevada.
Després de l'aprovació de la Ngāi Tahu Claims Settlement Act de 1998, el nom oficial de la serralada es va actualitzar a Alps del Sud/Kā Tiritiri o te Moana.

## Geografia

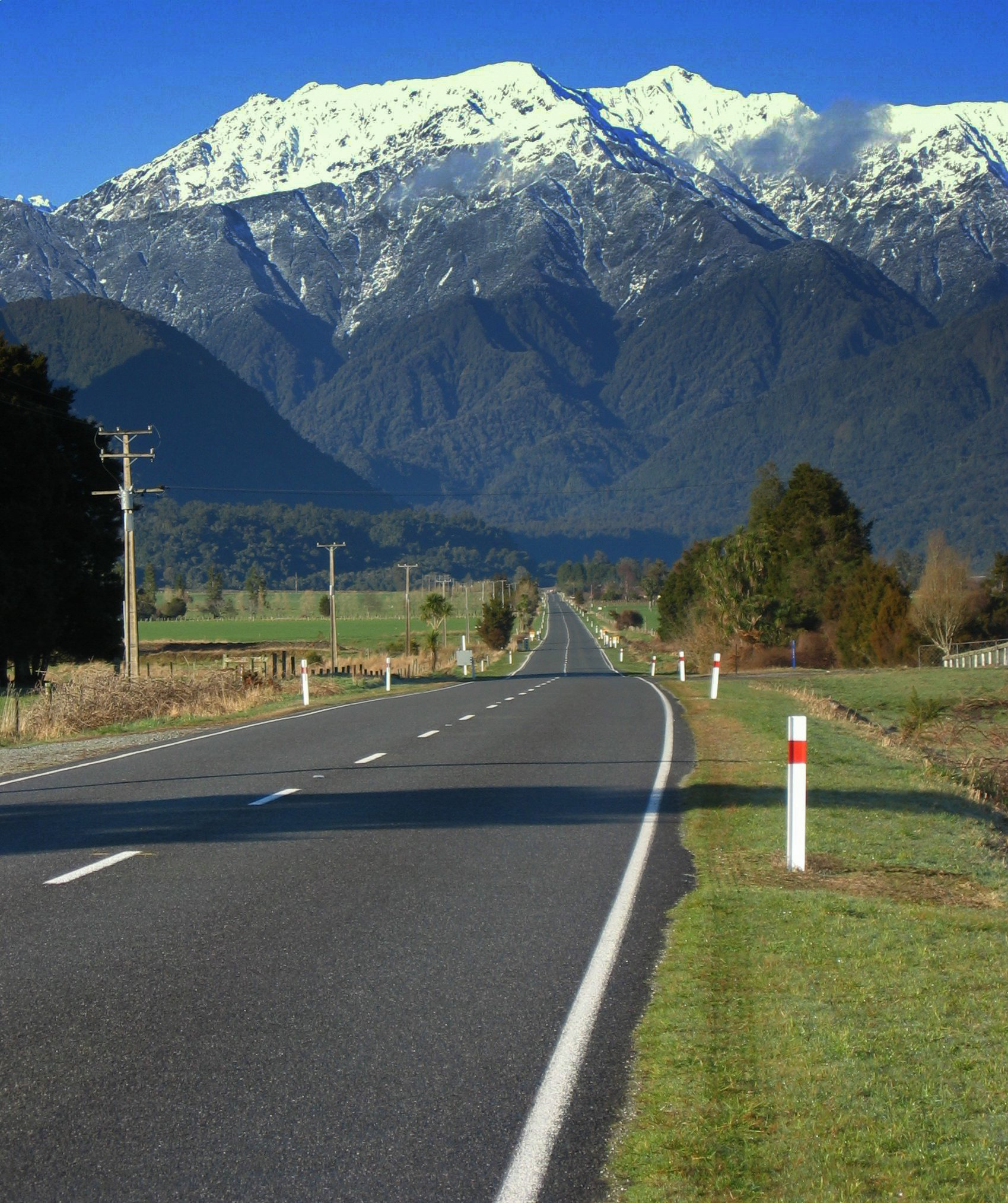
Vista de l'oest dels Alps del Sud des d'una carretera prop de Hari Hari, Westland

Els Alps del Sud fan uns 500 km de nord-est a sud-oest. El seu cim més alt és Aoraki / Mount Cook, el punt més alt de Nova Zelanda amb 3724 m. Els Alps del Sud inclouen setze punts més que superen els 3000 m d'alçada. Les serralades estan dividides en dos per valls glacials, moltes de les quals estan plenes de llacs glacials al costat oriental, incloent el llac Coleridge al nord i el llac Wakatipu a Otago al sud. Segons un inventari realitzat a finals de la Dècada del 1970, els Alps del Sud tenien més de 3.000 glaceres de més d'una hectàrea, la més llarga de les quals, la glacera Tasman, té 23,5 km de longitud.
Els assentaments inclouen Maruia Springs, un balneari prop de Lewis Pass, la ciutat d’Arthur's Pass i Mount Cook Village.
Els principals encreuaments dels Alps del Sud a la xarxa de carreteres de Nova Zelanda inclouen el pas de Lewis (SH 7), el pas d'Arthur (SH 73), Haast Pass (SH 6), i la carretera cap a Milford Sound (SH 94).
| Pic                       | Altura       |
| ------------------------- | ------------ |
| Aoraki/Mount Cook         | 3.754 metres |
| Mont Tasman               | 3.498 metres |
| Mont Dampier/Rakiroa      | 3.440 metres |
| Siberhorn                 | 3.300 metres |
| Malte Brun                | 3.199 metres |
| Munti Hicks               | 3.198 metres |
| Pic Torres                | 3.165 metres |
| Mont Sefton               | 3.157 metres |
| Mont Haast                | 3.138 metres |
| Muntanya Elie de Beaumont | 3.117 metres |
| Douglas Peak              | 3.085 metres |
| Mont La Perouse           | 3.081 metres |
| Haidinger                 | 3.066 metres |
| Mont Aspiring             | 3.055 metres |
| Mont Magellan             | 3.049 metres |
| Minarets                  | 3.048 metres |
| Mont Dixon                | 3.004 metres |

Una gran part de la serralada està protegida en estar integrada en diversos parcs nacionals, com el Parc nacional Westland, Parc nacional Aoraki/Mount, Parc nacional de la Muntanya Aspiring o Parc nacional de Fiordland, els quals formen l'àrea protegida Te Wahipounamu (Sud-oest de Nova Zelanda), declarada en 1990 Patrimoni de la Humanitat per la Unesco.

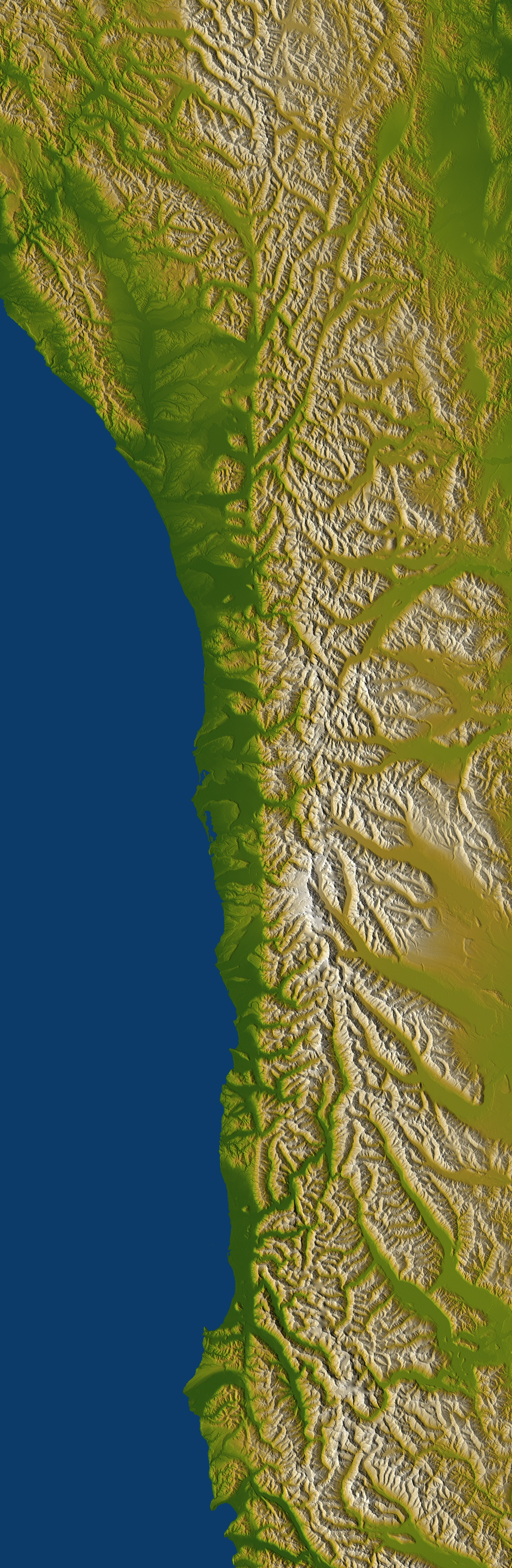
Imatge ombrejada i acolorida de la missió de topografia del radar de llançadora: mostra un model d'elevació de la falla alpina de Nova Zelanda que fa uns 500 km de llarg. L'escarpa està flanquejada per una cadena de turons entre la falla i les muntanyes dels Alps del Sud. El nord-est és cap al cim.

Els Alps Neozelandesos divideixen també climatològicament l'Illa del Sud. A causa de la seva altitud i la seva proximitat a la costa, intercepten els vents de l'oest procedents del mar de Tasmània carregats d'humitat. En trobar-se amb l'obstacle que constitueix la serralada, són forçats a elevar-se ràpidament, per la qual cosa descarreguen la humitat en forma de pluja a les zones de menys altitud, la qual cosa fa que la costa oest de l'Illa del Sud de Nova Zelanda sigui una de les més plujoses del món, arribant en alguns llocs a 15 000 mm anuals i a la creació d'un frondós bosc tropical (rain forest), que, no obstant això, no està en una zona tropical. En comptes de pluja, les muntanyes reben abundants precipitacions de neu, que alimenten les abundants glaceres amb què compta la serralada. Ja perduda la seva humitat, el vent arriba a les planes de Canterbury i Otago en el seu camí cap a l'oceà Pacífic. D'aquesta forma, la part oriental de l'Illa del Sud és una de les més assolellades de Nova Zelanda.
En l'actualitat, existeixen en la serralada nombroses glaceres. En el passat, l'activitat glacial va ser moltíssim major, la qual cosa va produir nombrosos fiords en la costa occidental de l'illa (Fiordland National Park) i profundes valls i grans llacs, com el Makatipu, el Manapouri i l'Et Anau.
A causa de la seva orientació, perpendicular als vents predominantment de l'oest, existeixen excel·lents condicions amb corrents ascendents d'aire per al vol de planadors. A causa d'això, la ciutat de Omarama, situada a sotavent de les muntanyes, s'ha guanyat una reputació internacional per les seves condicions per al planatge.
Els Alps Neozelandesos van començar a elevar-se fa uns tres milions d'anys. Nova Zelanda descansa sobre dues plaques tectòniques, la placa Australiana i la Pacífica, entre les quals existeix un límit convergent (es desplacen d'oest a est i d'est a oest, respectivament, xocant una contra altra). Mentre que a l'Illa del Nord la placa Pacífica s'introdueix sota l'Australiana, provocant l'aparició d'una intensa activitat volcànica, a l'Illa del Sud és al contrari, sent l'Australiana la que s'enfonsa sota la Pacífica, causant un plegament de tipus alpí que és el que va donar lloc als Alps Neozelandesos.

### Clima
Nova Zelanda té un clima marítim humit i temperat amb els Alps del Sud perpendiculars al flux d'aire dominant a l'oest. La precipitació anual varia molt en tot el rang, des dels 3000 mm a la costa oest, 15000 mm prop de la divisòria principal, a 1000 mm a 30 km a l'est de la divisòria principal. Aquesta gran precipitació ajuda al creixement de les glaceres per sobre de la línia de neu. Es poden trobar grans glaceres i camps de neu a l'oest o a la divisòria principal, amb glaceres més petites més a l'est.
A causa de la seva orientació perpendicular als vents dominants de l'oest, la serralada crea unes condicions excel·lents de vol per als pilots de planadors. La ciutat d’Omarama, a sotavent de les muntanyes, ha guanyat una reputació internacional per les seves condicions de planeig. Els vents de l'oest dominants també creen un patró meteorològic conegut com l’arc del Noroest, en el qual l'aire humit s'empeny cap amunt sobre les muntanyes, formant un arc de núvols en un cel blau. Aquest patró meteorològic és visible amb freqüència a l'estiu a Canterbury i North Otago. El 'Nor'wester' és un vent foehn similar al Chinook del Canadà, on les serralades muntanyoses en el camí dels vents dominants carregats d'humitat forcen l'aire cap amunt, refredant l'aire i condensant la humitat en pluja, produint vents secs i calents en la baixada. aire sotavent de les muntanyes.

## Geologia

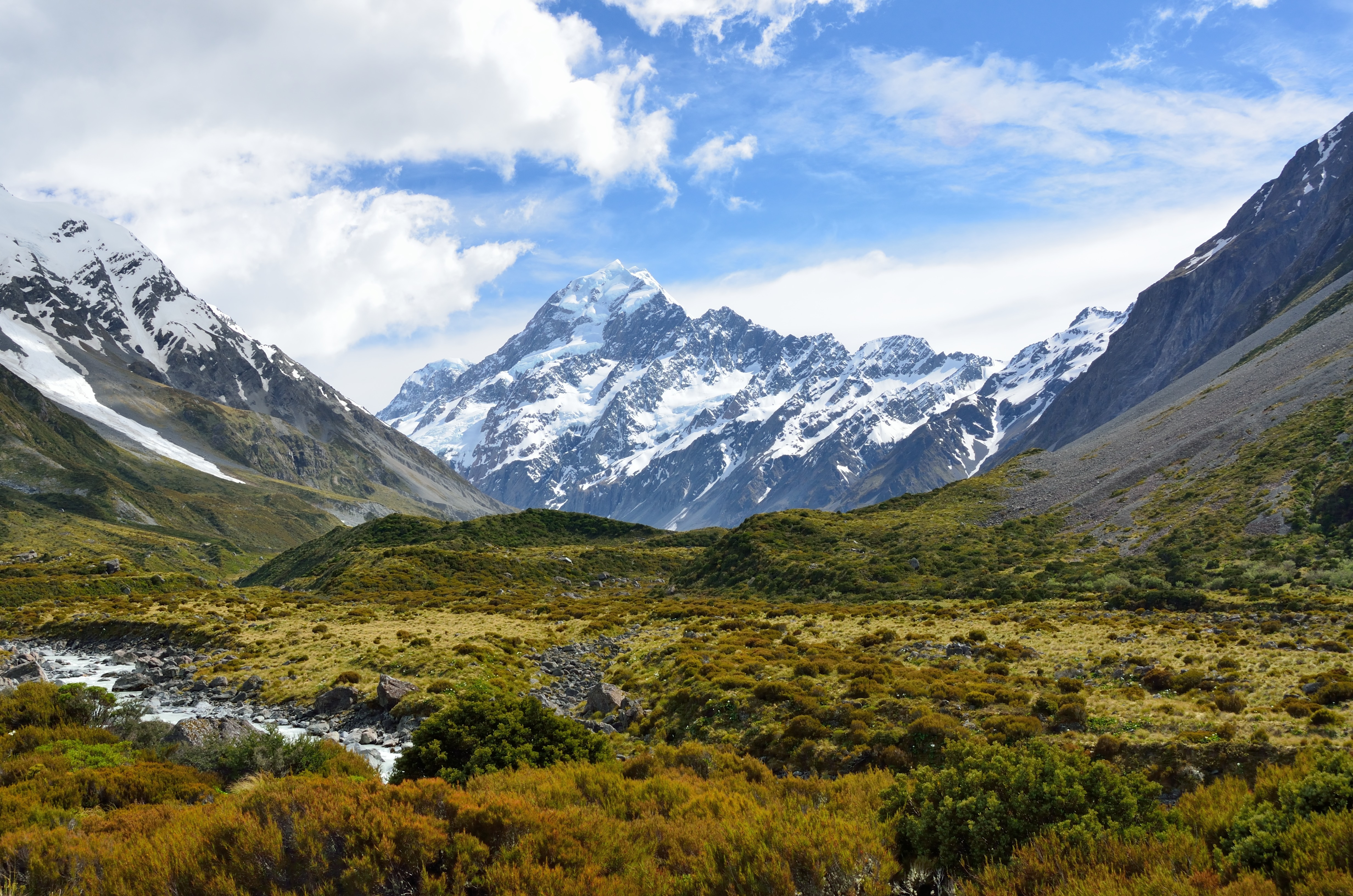
Vista d’Aoraki / Mount Cook, el cim més alt, des de la Hooker Valley Track

Els Alps del Sud es troben al llarg d'un límit de placa geològica, part de l'anell de foc del Pacífic, amb la placa del Pacífic al sud-est empenyent cap a l'oest i xocant amb la placa indo-australiana que es mou cap al nord al nord-oest. Durant els últims 45 milions d'anys, la col·lisió ha augmentat un 20 km de gruix de roques a la placa del Pacífic per formar els Alps, encara que gran part d'això s'ha erosionat. L'ascens ha estat més ràpid durant els últims 5 milions d'anys, i les muntanyes continuen aixecant-se avui per la pressió tectònica, provocant terratrèmols a la falla alpina i altres falles properes. Malgrat l'elevació substancial, la major part del moviment relatiu al llarg de la falla alpina és transversal, no vertical. No obstant això, es produeix un desplaçament significatiu al límit de la placa al nord i a l'est de l'illa del nord, a la fossa d'Hikurangi i la fossa de Kermadec. La transferència del moviment del moviment de lliscament a la falla alpina al moviment de lliscament en aquestes zones de subducció al nord crea el sistema de falles de Marlborough, que ha donat lloc a un ascens significatiu a la regió.
El 2017, un gran equip internacional de científics va informar que havien descobert sota Whataroa, un petit municipi de la falla alpina, una activitat hidrotermal extrema que «podria ser comercialment molt significativa».

## Flora
Les muntanyes són riques en flora amb al voltant del 25% de les espècies vegetals del país que es troben per sobre de la línia dels arbres en hàbitats vegetals alpins i praderies amb fagedes de muntanya a cotes més baixes (del costat oriental però no a Westland). Els vessants freds escombrats pel vent per sobre de la línia dels arbres estan coberts d'àrees de camp de caiguda. A l'est, els Alps baixen fins a les praderies de Canterbury-Otago. Les plantes adaptades a les condicions alpines inclouen arbustos llenyosos com Hebe, Dracophyllum i Coprosma, la conífera totara de neu (Podocarpus nivalis) i les herbes Càrex.

## Fauna
La vida salvatge de les muntanyes inclou l'acantisita roquera endèmic (Xenicus gilviventris). També hi ha una sèrie d'insectes endèmics adaptats a aquestes altituds elevades, especialment mosques, arnes, escarabats i abelles. Les fagedes de les cotes més baixes són un hàbitat important per a dos ocells; el kiwi tacat gros (Apteryx haastii) i el Kaka de Nova Zelanda de l'illa sud (Nestor meridionalis meridionalis). El Kea es pot trobar als contraforts boscosos, així com a elevacions més altes i fredes. És l'únic lloro alpí del món i una vegada es va caçar com a plaga.

## Amenaces i conservació
Les muntanyes són inaccessibles i conserven la seva vegetació natural. Una gran proporció de la serralada està ben protegida com a part de diversos parcs nacionals, en particular el parc nacional de Westland Tai Poutini, el parc nacional de Mount Aspiring i el parc nacional d'Aoraki / Mount Cook o àrees protegides com el parc forestal del llac Sumner. La vida vegetal autòctona es veu afectada per animals introduïts com el cérvol comú (Cervus elaphus), l'isard (Rupicapra rupicapra) i el tar de l'Himàlaia (Hemitragus jemlahicus), tots els quals de vegades han estat objectiu de la seva eliminació, mentre que els ocells i els rèptils són vulnerables a la introducció. depredadors.